# Екатериновка (Шарлыкский район)
Екатериновка — поселок в Шарлыкском районе Оренбургской области в составе Ратчинского сельсовета. 

## География
Находится на расстоянии примерно 16 километров на северо-запад по прямой от районного центра села  Шарлык.

## Население
Население составляло 2 человека в 2002 году (русские 100%),  4 по переписи 2010 года.